# Fermín Chávez
Fermín Chávez (Nogoyá, 13 de julio de 1924 - Buenos Aires, 28 de mayo de 2006) fue un historiador, poeta y periodista argentino, discípulo de José María Rosa.

## Biografía
Hijo de un antiguo agricultor y acérrimo radical yrigoyenista, Euleterio Chávez, y de Gregoria Urbana Giménez –oriunda de Paysandú (Uruguay)–, Chávez cursó Humanidades en Córdoba, Filosofía en Buenos Aires, y dedicó tres años a estudiar teología, derecho canónico, arqueología y hebreo antiguo en el Cuzco.
Junto con otros intelectuales católicos como José María Castiñeira de Dios se incorporó al peronismo, corriente política de la que sería militante activo durante el resto de su vida. En 1950 conoció a Eva Perón y se integró a su círculo de allegados. Después del golpe de Estado que derrocó a Perón en 1955, participó intensamente en la Resistencia Peronista, el movimiento clandestino de oposición a la dictadura del general Aramburu. En vísperas de la reforma constitucional de 1957, publicó un escrito en coautoría con Mario Massouh Elmir titulado De Frente llamando a votar en blanco en la elección de constituyentes. En 1973 formó parte de la delegación que acompañó el regreso de Perón a la Argentina. Ocupó diversos cargos públicos durante los gobiernos justicialistas, y fue profesor en las universidades nacionales de Buenos Aires, La Plata y Lomas de Zamora.
Su carrera periodística comenzó en 1947 en el periódico nacionalista Tribuna. Escribió luego en diversas publicaciones peronistas como El Líder y Democracia; en los diarios La Capital, de Rosario; La Opinión; Mayoría y Clarín y en las revistas El Hogar, CGT, Dinámica Social, Todo es Historia, Crisis, para la que realizó varios cuadernos sobre temas históricos y Caras y Caretas, cuando reapareció en 1982. En 1949 fundó la revista de poesía Nombre. Fue miembro del Cuerpo Académico de ese Instituto Nacional de Investigaciones Históricas.
Durante la década de 1950, Chávez conoció a Eva Perón, a quien le dedicó algunas obras: Eva Perón: sin mitos; Eva Perón en la historia; Diez hijos de Evita y Evita, mester de amor. Desde entonces, integró el círculo social allegado y frecuentó las tertulias de la primera dama. Durante esos años, conoció a Antonia Simó, con quien contrajo matrimonio y tuvo dos hijos: Fermín Ricardo y Simón. Este último sería un destacado músico y fotógrafo.
También colaboró en revistas, diccionarios y enciclopedias; en 1949 fundó la revista de poesía Nombre, y en 1967, Ahijuna. En 1979 dirige la revista "Movimiento" como órgano opositor a la dictadura militar. Fue el jefe de prensa de la compañía estatal YPF de 1970 a 1973, y trabajó en la prensa del Gobierno de la ciudad de Buenos Aires durante la administración del general José Embrioni, desde 1973. También fue profesor de Historia de la Educación en la Facultad de Filosofía y Letras de la Universidad de Buenos Aires.Entre 1973 y 1974, dictará Historia Argentina en la Facultad de Filosofía y Letras de la UBA, y como periodista y columnista publicará, sus artículos en Crítica, Panorama, La Prensa, El Hogar, Crisis y Megafón.
Como revisionista, cuestionó la tradicional versión oficial de la historia Argentina, así como el discurso de los padres fundadores de tesitura perfecta, por entonces posicionados como ídolos incuestionables. Escribió más de 40 libros sobre diferentes aspectos de la historia nacional, tales como el caudillaje, el peronismo, el Che Guevara, entre otros, y supervisó una edición de las obras completas de Juan Domingo Perón. También completó la Historia argentina de José María Rosa. En 2004, sacó a la luz una Historia y antología de la poesía gauchesca. Escribió en PalabraArgentina era uno de los dos periódicos peronistas más influyentes y con mayor tirada.47
Asimismo, en una conmemoración del primer aniversario del levantamiento del general Juan
José Valle en contra de la dictadura autodenominada Revolución Libertadora,a través de Palabra Argentina organizaba una manifestación que fue considerada ilegal que logró reunir alrededor de 20.000 personas.
A partir de este punto la producción de Chávez toma un nuevo impulso escribiendo Vida y muerte de López Jordán (1957), José Hernández (1959), Alberdi y el mitrismo (1961), Poesía rioplatense en estilo gaucho (1962) y Vida del Chacho (1962), a los que se suman Busaniche, La cultura en la época de Rosas, Historia del país de los argentinos, etc.
Desde 1974 vivía en una casa atestada de libros en la calle Chile, en el tradicional barrio de San Telmo de Buenos Aires. En 2003, por Ley 1090, la Ciudad de Buenos Aires lo declaró ciudadano ilustre. 
Fermín Chávez falleció a los 81 años, el 28 de mayo de 2006 a las 8:45, en el Sanatorio Julio Méndez de la ciudad de Buenos Aires, tras una descompensación cardíaca. Se hallaba sumamente afectado por el fallecimiento de su hijo Fermín Ricardo en un accidente aéreo en marzo de 2006. Una calle de la ciudad de Nogoyá, Entre Ríos, lleva su nombre.

## Obra
Fermín Chávez publicó más de 46 libros, entre ellos El liberalismo y el mayismo en la historia y en la cultura argentinas (1956), Vida y muerte de López Jordán (1957), José Hernández, periodista, político y poeta (1959), Perón y el peronismo en la historia contemporánea, vol. 1 (1975), Historicismo e iluminismo en la cultura argentina (1977), La recuperación de la conciencia nacional (1983), Perón y el justicialismo (1985), Porque esto tiene otra llave. De Wittgenstein a Vico (1994), La conciencia nacional (1996), Alpargatas y libros, vols. I y II (2003/2004), Historia del país de los argentinos (1967). Además libros de poemas como el ya mencionado Como una antigua queja(1950), publicó entre otros Una provincia del Este (1951), Poemas con fusilados y proscriptos (1964).
En diciembre de 1956 publicó su obra Civilización y barbarie, obra que revoluciona el campo intelectual de la época. Parte de dicho ensayo histórico había salido en España en octubre de 1955, como separata en la Revista de Estudios Americanos de Sevilla, según se consignó en el trabajo "El joven Fermin Chavez" de Julián Otal Landi (Fabro, 2021 ). 
Gran parte de sus escritos sobre historia política y de las ideas, siguen las enseñanzas de Rodolfo Mondolfo, Nimio de Anquín y Víctor Frankl.
Ha tenido cátedras en varias casas de altos estudios como la Universidad de Buenos Aires, la Universidad de La Plata y la Universidad de Lomas de Zamora y cargos nacionales y municipales.

## Publicaciones
Fue un destacado exponente del revisionismo histórico.
Ha publicado más de 40 obras, además de continuar la Historia argentina de José María Rosa. Algunas de ellas son:
- Civilización y barbarie en la historia de la cultura argentina, 1a. ed. Buenos Aires: Trafac, 1956; 2a. ed. 1965; 3a. ed. corregida y aumentada, Buenos Aires: Theoría, 1974.
- La historia a la vuelta de casa (con Ignacio Corbalán). Buenos Aires: Centro Editor de América Latina, 1971.
- José Hernández. Buenos Aires: Ediciones Culturales Argentinas, 1.ª edición, 1959; Buenos Aires: Plus Ultra, 2.ª edición, 1973
- Alberdi y el mitrismo. Buenos Aires: Peña Lillo, 1961.
- Poesía rioplatense en estilo gaucho. Buenos Aires: Ediciones Culturales Argentinas, 192.
- José Luis Busaniche. Buenos Aires: Ediciones Culturales Argentinas, 1964.
- La vuelta de José Hernández. Del federalismo a la república liberal. Buenos Aires: Theoría, 1973
- La cultura en la época de Rosas. Aportes a la descolonización mental de la Argentina. Buenos Aires: Theoría, 1973
- Perón y el peronismo en la historia contemporánea. Buenos Aires: Oriente, 1975. ISBN 950-9048-34-8
- Eva Perón en la historia. Buenos Aires: Oriente, 1986. ISBN 950-9048-44-5
- Eva Perón sin mitos. Buenos Aires: Fraterna, 1990. ISBN 950-9097-92-6 (ed. aumentada y corregida Buenos Aires: Theoría, 1996. ISBN 987-9048-11-3).
- Aquí me pongo a cantar: poetas y trovadores del Plata. Buenos Aires: Theoría, 1993. ISBN 987-99211-1-9
- Historicismo e Iluminismo en la cultura argentina.Buenos Aires: Centro Editor de América Latina, 1982. ISBN 950-25-0640-5
- Perón y el justicialismo. Buenos Aires: Centro Editor de América Latina, 1984
- Historia del país de los argentinos. 3a ed. Buenos Aires: Theoría, 1978 (7a ed., corregida y aumentada. Buenos Aires: Theoría, 1985).
- El Pensamiento Nacional- breviario e itinerario Buenos Aires: Nueva Generación-Pleamar, 1999.
- La chispa de Perón: El arte de la política en setenta relatos con humor, sarcasmo y sentencia. San Martín (Buenos Aires): Cántaro, 1990. ISBN 950-99091-8-1
- Vida y muerte de López Jordán. Buenos Aires: Theoría, 1957.
- Una provincia al este (poemas). Editorial de Entre Ríos, 1993 (reed.).
- La libreta de Rosas. Buenos Aires: Instituto Nacional de Investigaciones Históricas Juan Manuel de Rosas, 1995.
- De don Juan Bautista a don Juan Manuel. Buenos Aires: Instituto Nacional de Investigaciones Históricas Juan Manuel de Rosas, 1997.
- Castañeda. Buenos Aires: Instituto Nacional de Investigaciones Históricas Juan Manuel de Rosas, 1998. ISBN 987-9278-09-7
- El peronismo visto por Víctor Frankl. Buenos Aires: Theoría, 1999. ISBN 987-9048-30-X
- Poemas con matreros y matreras. Buenos Aires: Theoría, 1999. ISBN 987-9048-26-1
- Herder, el alemán matrero. Buenos Aires: Nueva Generación, 2004. ISBN 987-43-7390-3
- Alpargatas y libros - Diccionario de peronistas de la cultura. Buenos Aires: Theoría, 2004. ISBN 987-9048-51-2
- 45 poemas paleoperonistas (con Aurora Venturini. Buenos Aires: Pueblo Entero, 1997. ISBN 987-9148-01-0
- Diez hijos de Evita (Prólogo de Ángel Núñez]. Buenos Aires: Nueva Generación, 2005. Colección Conciencia Nacional: Historia. ISBN 987-9030-49-4
- Otra vuelta con Martín Fierro. Buenos Aires: Theoría, 1999. ISBN 987-9048-28-8
- Flora y fauna en el Martín Fierro. Paraná: Editorial de Entre Ríos, 1997. ISBN 950-686-060-2
- La conciencia nacional: Historia de su eclipse y recuperación. Buenos Aires: Theoría. ISBN 987-99211-9-4
- Goya en la Argentina: El castigo de un genio equívoco. Buenos Aires: Pueblo Entero, 1995. ISBN 987-99211-6-X
- Porque esto tiene otra llave. De Wittgenstein a Vico. Buenos Aires: Pueblo Entero, 1992. ISBN 987-99211-2-7
- ¿Social-democracia, por qué?. Buenos Aires: Pequén, 1984. ISBN 950-9333-05-0
- Vida del Chacho. Buenos Aires: Theoría, 1.ª edición, 1962; 2.ª edición ampliada, 1967; 3.ª edición aumentada, 1974.
- El Che, Perón y León Felipe. Buenos Aires: Nueva Generación, 2002.
- Historia y antología de la poesía gauchesca. Buenos Aires: Margus, 2004. ISBN 950-9534-08-0.
- Siete escolios sobre Peron. Buenos Aires: Theoría, 2000. ISBN 987-9048-38-5
- Evita hay una sola. Buenos Aires: Corregidor, 1999. ISBN 950-05-1233-5

Continuó la Historia argentina de José María Rosa, escribiendo los tomos 15 al 21 en colaboración con Enrique Manson y otros autores:
- Tomo 14: El justicialismo (con Juan C. Cantoni, Enrique Manson et al.) Buenos Aires: Oriente, 1993.
- Tomo 15: El antiperonismo (con Juan C. Cantoni, Enrique Manson et al.) Buenos Aires: Oriente, 1993.
- Tomo 16: La «Revolución argentina» (con Juan C. Cantoni, Enrique Manson et al.) Buenos Aires: Oriente, 1993. ISBN 950-810-024-9
- Tomo 17: El retorno (con Juan C. Cantoni, Enrique Manson et al.) Buenos Aires: Oriente, 1993. ISBN 950-810-025-7
- Tomo 18: Estudios introductorios. Buenos Aires: Nazhira Equipo, 2004. ISBN 987-95511-8-4
- Tomo 19: El proceso. Buenos Aires: Nazhira Equipo, 2004. ISBN 987-95511-9-2
- Tomo 20: Del mundial al conflicto. Buenos Aires: Nazhira Equipo, 2004. ISBN 987-21726-0-9
- Tomo 21: La guerra de las Malvinas y la democracia maniatada. Buenos Aires: Nazhira Equipo, 2004. ISBN 987-21726-1-7

Escribió además numerosos artículos y ensayos incorporados a otras obras, como el prólogo a John William Cooke: el diputado y el político (Buenos Aires: Círculo de Legisladores de la Nación Argentina, 1998; serie Vidas, ideas y obras de los legisladores argentinos; 16. ISBN 987-9336-04-6); el trabajo que acompaña a la reedición facsimilar de la Constitución de 1949 (Buenos Aires: Adrifer Libros, 2000. ISBN 987-98495-0-7); las compilaciones de La jornada del 17 de octubre por cuarenta y cinco autores (Buenos Aires: Corregidor, 1996. ISBN 950-05-0903-2) La vuelta de Don Juan Manuel: 110 autores y protagonistas hablan de Rosas (Buenos Aires: Theoría, 1991); la introducción, selección de textos y notas de La Confederación: un proyecto nacional olvidado (Buenos Aires: Editorial del Noroeste, 1976).